# Colin Fox (acteur)
Pour les articles homonymes, voir Fox.
Pour le trotskiste britannique, voir Colin Fox.
Colin Fox, né le 20 novembre 1938 à Aldershot, Ontario et mort le 5 avril 2025 à Fergus (en), est un acteur canadien. 

## Biographie
Ses performances d'acteurs vont d'un film où il joue Jean-Paul Desmond et Jacques Eloi Des Mondes (le dernier parle à son descendant à travers un portrait) dans Paradis Etranges (CBC/ Syndiqué 1969-1970), ainsi que du doublage dans plusieurs dessins animés, et  d'autres rôles au cinéma, à la télévision et sur la scène. Son meilleur rôle a été celui d'Anton Hendricks dans la série télévisée PSI Factor : Chroniques du Paranormal. Il est aussi apparu dans Shining Time Station pour l'épisode « Spécial club Schemer » en tant que président et propriétaire snob du club Nicklear : M. Hobart Hume III
Fox est aussi connu pour son rôle de chef suisse Fritz Brenner dans les séries télévisées originales sur la chaîne A&E : À Nero Wolfe Mistery, et le pilote de la série, Les araignées d'or : À Nero Wolfe Mistery (2000).
Il a joué le rôle de personnages rusés, méchants impitoyables, dans trois épisodes de la série télévisée canadienne Vendredi 13 : La série. L'un d'entre eux a effectivement tué Micki, l'un des personnages principaux, dans l'épisode Tails I live, heads you die.
Il a aussi doublée la voix du Professeur dans Rupert, du Roi Harkinian dans le dessin animé The Legend of Zelda, dans les jeux vidéo « Link : The Faces of Evil » ou dans « Zelda : The Wand of Gamelon », et de L'Assistant, le méchant arc dans Les Bisounours Aventures au Pays des Merveilles.
Fox est né à Aldershot, Ontario, Canada. Il est diplômé de l'École nationale du théâtre de Canada en 1965. Il a une femme, Carol, et une fille, Sarah. Lui et son épouse sont installés à Fergus, Ontario, juste à l'extérieur de Toronto, dans une ferme des années 1860.
Colin Fox meurt le 5 avril 2025 à Fergus (en) en Ontario à l'âge de 86 ans.

## Filmographie
| Année     | Film                                                                   | Rôle                                       | Notes |
| --------- | ---------------------------------------------------------------------- | ------------------------------------------ | --- |
| 1969      | Les trois Mousquetaires                                                | Aramis                                     | |
| 1969      | Paradis Etranges                                                       | Jean Paul Desmond / Jacques Eloi Des Monde | |
| 1971      | La réincarnation                                                       | Ormsby                                     | |
| 1972      | Les découvreurs                                                        |                                            | |
| 1973      | Tom Sawyer (téléfilm)                                                  |                                            | |
| 1974      | La maison de la fierté (série télévisée)                               | Dan Pride                                  | |
| 1975      | Témoin d'hier (TV series)                                              | John George Lambton, 1st Earl of Durham    | "Lord Durham"                                                                                              |
| 1975      | Mon plaisir, c'est mon affaire                                         | Freddie                                    | |
| 1977      | La guerre entre les Tates, TV ou adaptations théâtrales                | Leonard Zimmerman                          | |
| 1978      | Le prophète de Pugwash                                                 | Narrateur                                  | |
| 1978      | Espoirs fous (série télévisée)                                         | Walter Telford                             | |
| 1979      | Éclair au chocolat                                                     | Le businessman américain                   | |
| 1979      | Un homme nommé l'Intrépide (téléfilm)                                  | Acker                                      | |
| 1980      | Virus                                                                  | Spy Z                                      | |
| 1981      | Une baleine pour le meurtre (téléfilm)                                 |                                            | |
| 1981      | Silence dans le Nord                                                   | Arthur Herriot                             | |
| 1982      | Meurtre par téléphone                                                  | Dr Alderman                                | |
| 1983      | Une histoire de Noël                                                   | Ming the Merciless                         | scènes coupées                                                                                             |
| 1984      | Intérieur réel                                                         | Arthur Mudgin                              | |
| 1984      | Covergirl                                                              | Maitre d'                                  | |
| 1985      | Chérie du Canada : La saga des banques Hal C.                          |                                            | |
| 1985–1986 | L'égaliseur (série télévisée)                                          | Consul Evêque                              | "Le transfuge" "La Coupe"                                                                                  |
| 1986      | Mon monstre de compagnie                                               | Dr. Eugene Snyder                          | |
| 1986      | Spenser: Pour la location (série télévisée)                            | Father Brendan                             | "Shadowsight"                                                                                              |
| 1987      | Mon monstre de compagnie (série télévisée)                             | M.. Hinkle                                 | voix |
| 1987      | Les Bisounours au pays des merveilles                                  | The Wizard                                 | voix |
| 1987      | Encore bonjour                                                         | Clergyman                                  | |
| 1987–1988 | Alfred Hitchcock Présente (série télévisée)                            | Victor Stouts Dr. Herman Vandenburg        | "Chaussure à son pied" "Fête d'assassinats"                                                                |
| 1987–1989 | Vendredi 13 : la série (série télévisée)                               | Le Croix Sylvan Winters Horst Mueller      | "Le stylo empoisonné" "Tails I Live, Heads You Die" "Le boucher"                                           |
| 1987–1990 | Rue juridique (série télévisée)                                        | Dr. Peter Marcheson Lowell McMurrich       | "Star Struck" "Shadow Boxing"                                                                              |
| 1988      | Biographie : L'Enigme de Bobby Bittman (téléfilm)                      | Arthur Prince                              | |
| 1988      | Diamants (série télévisée)                                             |                                            | "Tous les paris perdus"                                                                                    |
| 1989      | Passion et Paradis (téléfilm)                                          | Axel Wenner-Gren                           | |
| 1989      | La nourriture des dieux II                                             | Professeur Edmond Delhurst                 | |
| 1989      | La légende de Zelda                                                    | Roi Harkinian                              | voix |
| 1989      | Super Mario Bros (série télévisée)                                     | Roi Harkinian                              | voix |
| 1989      | Petits sacrifices (téléfilm)                                           | Jim Pex                                    | |
| 1989      | La dame dans le coin (téléfilm)                                        | Theo                                       | |
| 1990      | Beaux rêveurs                                                          | Rev. Haines                                | |
| 1990      | Contre-grève (série télévisée)                                         | Lord Sutcliffe                             | "La mort dans l'air" "Art for Art's Sake"                                                                  |
| 1990      | A la défense d'un homme marié (téléfilm)                               | Brad Monroe                                | |
| 1990      | Décroissance d'un ange (téléfilm)                                      | Docteur                                    | |
| 1990–1992 | Maniac Mansion (série télévisée)                                       | Edward Edison                              | "Le 10ème anniversaire de mariage spécial" "Money Dearest" "La nouvelle apparence" "La largesse du Prince" |
| 1991      | Argent                                                                 | 1er exécutif                               | |
| 1991      | Loi & Ordre (série télévisée)                                          | Peter Martin                               | "En mémoire à"                                                                                             |
| 1991      | Mark Twain et moi (téléfilm)                                           | Dr. Quintard                               | |
| 1991      | Une petite partie du Paradis (téléfilm)                                | Le prédicateur                             | |
| 1991      | La conspiration du silence (téléfilm)                                  | George Dangerfield                         | |
| 1991–1997 | Rupert (TV series)                                                     | Professeur                                 | |
| 1992      | Scanners III: la prise de contrôle                                     | Dr. Elton Monet                            | |
| 1992      | E.N.G. (série télévisée)                                               | Sandy Ferguson                             | "Pression"                                                                                                 |
| 1992      | Serrure à pêne dormant (téléfilm)                                      | Professeur Rhodes                          | |
| 1992      | Dans les yeux d'un étranger (téléfilm)                                 | Richard                                    | |
| 1992      | Le bruit et le silence (téléfilm)                                      | Samuel Langley                             | |
| 1992      | Partenaires en amour (téléfilm)                                        | Dr. Hatch                                  | |
| 1992–1995 | Le justicier des ténèbres (série télévisée)                            | Prêtre Dr. Alex Nystrom                    | "Parce que j'ai péché" "Mort proche"                                                                       |
| 1993      | Station à l'heure brillante (série télévisée)                          | Hobart Hume le troisième                   | "Spécial club Shemer"                                                                                      |
| 1993      | Dieppe (téléfilm)                                                      | Laffin                                     | |
| 1993      | Les contes d'Avonlea (série télévisée)                                 | Galileo Dale                               | "Tirer de la guerre"                                                                                       |
| 1993      | Obligation à l'amour (téléfilm)                                        | Dr. Roche                                  | |
| 1993      | Une femme dans la course : l'histoire de Lawrencia Bembenek (téléfilm) | Joe Bembenek                               | |
| 1993      | Matrix (série télévisée)                                               | L'homme de l'autre côté                    | "La chambre jaune"                                                                                         |
| 1993      | Par moi-même                                                           | Palter                                     | |
| 1993      | Retour à Lonesome Dove                                                 | Lord Henry                                 | |
| 1993      | Blauvogel (mini-série télévisée)                                       | Priest                                     | |
| 1994      | Minute héritage                                                        | Hugh Guthrie                               | |
| 1994      | PCU                                                                    | Syndic no 1                                | |
| 1994      | La puissante jungle (série télévisée)                                  | Harold                                     | "Guérilla dans mon milieu"                                                                                 |
| 1994      | Robocop : la série (série télévisée)                                   | Hammersmith                                | "Sœurs de crime"                                                                                           |
| 1995      | L'histoire sans fin (série télévisée)                                  | Grande tête                                | |
| 1995      | Bébés butter box                                                       | Rutledge                                   | |
| 1995      | Saison ouverte                                                         | Jackson Carp                               | |
| 1995      | Êtes-vous effrayés par l'ombre (TV series)                             | Ray Lawson                                 | "Le conte d'un train magique"                                                                              |
| 1995      | Tommy Boy                                                              | Nelson                                     | |
| 1995      | Hiroshima                                                              | Secrétaire de la marine James Forrestal    | |
| 1995      | Voix                                                                   | Sire Thomas Beecham                        | |
| 1995–1996 | Chair de poule (série télévisée)                                       | Commerçant                                 | Le Masque hanté I (partie 1 et partie 2) Le Masque hanté II (partie 1 et partie 2)                         |
| 1996      | Protocole Windsor (série télévisée)                                    | FBI Agent James K. Smith                   | |
| 1996      | Les aventures de Shirley Holmes (série télévisée)                      | M. Howie                                   | |
| 1996      | Les péchés du silence (téléfilm)                                       | Judge Boland                               | |
| 1996      | Lisa est hantée (téléfilm)                                             | Bishop McCarthy                            | |
| 1996      | Cœur capturé : l'histoire de James Mink (téléfilm)                     | Lord Elgin                                 | |
| 1996      | Mme Winterbourne                                                       | Wedding Guest                              | |
| 1996      | L5: Première ville dans l'espace'                                      | Scientifique grand-père                    | |
| 1996      | Lumière du jour                                                        | Roger Trilling                             | |
| 1996      | En amour comme à la guerre                                             | Dr. Hemingway                              | |
| 1996–2000 | PSI Factor: Chroniques du paranormal (TV series)                       | Professeur Anton Hedricks                  | |
| 1997      | Elvis rencontre Nixon (téléfilm)                                       | Sire Harold                                | |
| 1997      | Fin de l'été (téléfilm)                                                | Ezra                                       | |
| 1997      | Laisse-moi t'appeler amoureux (téléfilm)                               | Sénateur d'état Jonathan Hoover            | |
| 1998      | Surfeur d'argent (série télévisée)                                     | Uatu le guetteur                           | "Learning Curve"                                                                                           |
| 1998      | Grains du doute                                                        | David Golden                               | |
| 1998–1999 | Guerriers mythiques : les gardiens de la légende (série télévisée)     | Roi Céphée Ménélas                         | "Andromède: La princesse guerrière" "Ulysse et le cheval de Troie"                                         |
| 1999      | Hype : la quête du temps                                               |                                            | voix |
| 1999      | Vent dans mon dos (série télévisée)                                    | Le sénateur Carlisle Woodman               | "Nouvelles directions"                                                                                     |
| 2000      | Laissé derrière : Le film                                              | Chaim Rosenzweig                           | |
| 2000      | La Femme Nikita (série télévisée)                                      | Gelman                                     | "Getting Out of Reverse"                                                                                   |
| 2000      | Les araignées d'or : A nero wolfe mistery (téléfilm)                   | Personnage secondaire Fritz Brenner        | |
| 2000      | Les anges sur le terrain (téléfilm)                                    | Le diable                                  | |
| 2000      | Esclavage: La véritable histoire de Fanny Kemble (téléfilm)            | John Quincy Adams                          | |
| 2000      | Photos sales (téléfilm)                                                | Walsh                                      | |
| 2000      | Une maison divisée (téléfilm)                                          | Dr. Lovick                                 | |
| 2000      | Le chasseur de reliques (série télévisée)                              | Hans Lubeck                                | "Le dernier des Mochicas"                                                                                  |
| 2000      | Le grand débat (téléfilm)                                              | Joshua Simpson                             | |
| 2000      | Le fantôme du Megaplex (téléfilm)                                      | Wolfgang Nedermayer                        | |
| 2001      | Temps d'entraînement pour meurtres (téléfilm)                          | Frederick Rankin                           | |
| 2001      | Rire a 23e étage (téléfilm)                                            | Cal Weebs                                  | |
| 2001      | Retour sur terre                                                       | Directeur                                  | |
| 2001      | Les fichiers de Zack (série télévisée)                                 | Charles                                    | "Le changement" "Diner avec Grandpa"                                                                       |
| 2001      | Prince Charmant (téléfilm)                                             | Roi Leo                                    | |
| 2001      | La chasse ouverte                                                      | Pappy                                      | |
| 2001–2002 | A Nero Wolfe Mystery (série télévisée)                                 | personnage secondaire Fritz Brenner        | |
| 2002      | Le garçon Batteur                                                      | Le président du conseil                    | |
| 2002      | Le monde d'Henry (série télévisée)                                     | M. Wiggins                                 | |
| 2002      | Maître espion: L'histoire de Robert Hanssen (téléfilm)                 | Le prêtre Westchester                      | |
| 2002      | Les sorcières de Salem, Essai (téléfilm)                               | Israël Porter                              | |
| 2003      | Prince d'Amérique : l'histoire de John F. Kennedy Jr. (téléfilm)       | Richard Lawton                             | |
| 2003      | Terres mortes (téléfilm)                                               | Baron Titus Cawdor                         | |
| 2003      | Web (téléfilm)                                                         | Dr. Richard Morelli                        | |
| 2003-2011 | Pouic explore le monde (série télévisée)                               | Newton                                     | |
| 2004      | Chutes merveilleuses (série télévisée)                                 | Fred Bradley                               | "Crime de chien"                                                                                           |
| 2004      | Betty atomique (série télévisée)                                       | Supreme Overlord Maximus IQ                | |
| 2004      | Une séparation de paix (téléfilm)                                      | Professeur Fitzwinkler                     | |
| 2004      | Vérité nue (téléfilm)                                                  | Bishop Stoflus                             | |
| 2004      | Parfaits étrangers                                                     | Sire Nigel                                 | |
| 2004      | L'abeille Manly (série télévisée)                                      | Doc Zombie                                 | |
| 2005      | La marionnette qui tue (série télévisée)                               | Sire Percy Quill                           | "Boutons de la commode"                                                                                    |
| 2005      | Nos Pères (téléfilm)                                                   | Daniel Kibbe                               | |
| 2006      | Ceci est le pays des merveilles (série télévisée)                      |                                            | |
| 2007      | La zone morte (série télévisée)                                        | Père Brendan                               | "Transgressions"                                                                                           |
| 2008      | Une semaine                                                            | Père O'Neill                               | |
| 2008      | Découpage pour pierre                                                  | Président                                  | |
| 2010      | Une histoire non naturelle (série télévisée)                           | Dante Morneau                              | "Pilote"                                                                                                   |
| 2010      | Betty atomique (série télévisée)                                       | Maximus I.Q.                               | |